# ベスト・シング (U2の曲)
「ベスト・シング」（You’re The Best Thing About Me）は、U2が2017年に発表した『ソングス・オブ・エクスペリエンス』に収録されている曲で、シングルリリースされた。

## 概要
『Songs of Experience』からのリードシングルで、ボノからアリに宛てた曲。歌詞はボノが妻のアリとの重要な関係を壊す夢を見た後に思いついた。タイトルは、アイルランドのテレビ文化人・イーモン・ダフィーとバーで飲んでいた時に、彼に「君にとって最高なものはアリだな」と言われたことに因る。

リリースされる前にトロピカル・ハウスなるジャンルの代表的DJ・Kygo（カイゴ）が、2016年8月に彼の地元ノルウェーで行われたCloud Nine Festivalでミックスヴァージョンを披露している。
あまり詳しく話せないんだけど、今年8月に地元ノルウェーでショーCloud Nine Festivalをやった時に、初めてそのトラックをかけたら、凄く反応が良かったんだ。 僕のマネージャーが、U2のマネージャーと連絡を取っていて、僕もボノと電話で何度か話して、デモを送ってくれたんだ。 そのデモをベースにプロデュースをして、送ったら、凄く気に入ってくれて…みたいな感じでやりとりをしたよ。とてもエキサイティングだよね（Kygo）
最終ヴァージョンはリリースの1週間前に完成した。エッジによれば、元のヴァージョンはイントロがもっとメロウでキーが低く、作り込まれた感じがして、複雑なアレンジが施されていたそうだ。が、それをみんなで聴いた後、エッジ曰く「U2の原色」であるギター、ベース、ドラムを使ったよりシンプルなアレンジに戻し、結果、歌詞がより生き生きとして、全体のバランスが取れたのだという。前のヴァージョンでは歌詞が説明的になりすぎるきらいがあったとエッジは考えているようだ。
エッジによれば、完成品からははっきりとは窺い知れないが、リズミカルなメロディと喜びに溢れたムードが合わさったモータウンサウンドのような曲を書いているうちに出来上がった曲とのこと。またボノは人生の困難時にこそより際立つ「挑戦的な喜び」がこの曲の肝だと語っている。
ジャケットのデザインはアントン・コービンでモデルはエッジの娘のSian。『The Best of 1980-1990』でグッギの弟・ピーター・ローウェンが被っていたのと同じヘルメットを被っている。
デジタルリリース時に「Sci-Fi Soul Mix」も同時に発表され、その後、Kygoのリミックスヴァージョン、アコースティックヴァージョンもリリースされた。

## PV

### Lyric Video
- 監督：ジョズ・ディアズ・コントレラス＆サンディエゴ・モンティリャ
- 撮影日：2017年8月
- リリース日：2017年9月6日

### U2 vs. Kygo Remix
- 監督：ヨハネス・ロフンド
- ロケ地：Ushuaia Hotel（イビザ）
- 撮影日：2017年7月30日
- リリース日：2017年9月16日

### Official Video
- 監督：ヨナス・アカーランド
- ロケ地：ニューヨーク
- 撮影日：2017年9月6日
- リリース日：2017年9月26日

### Documentary Version
- 監督：タティア・ピリーヴァ
- プロデューサー：ケイト・シャープ
- ロケ地：ロサンゼルス、メキシコ・シティ、ティロス島（ギリシャ）
- 撮影日：2017年8月1日
- リリース日：2017年10月5日

Tatia Pilievaはジョージア出身の映像作家で、2014年に発表した『First Kiss』という見知らぬ者同士でキスをする様子をカメラに収めた作品で有名になった。このビデオは様々なカップルの別れる前の最後の24時間を撮ったもの。出演者は全員素人である。

## リミックス
- Sci-Fi Soul Mix (2017) by Kyogo
- U2 VS Kygo (2017) by Kyogo
- OX7GRN Mix (2019) by OX7GRN